# Вучедолска бригада
Вучедолска бригада је војна јединица која је формирана на простору Бањана, Грахова, Опутних Рудина, Трепачких Рудина и Вучјег дола. Формирана је 1906. а под овим називом учествовала је у Балканским ратовима, Првом и Другом свјетском рату.

## Оснивање
Проширењем територије и повећањем броја становништва у Црној Гори, повећао се и број војника способних за војну службу. У јануару 1906. године територија Црне Горе подијељена је на једанаест бригадних округа. Формирана су три нова бригадна округа, са по једном бригадом на округ и једним батаљоном резервне војске. Од три новоформиране бригаде на територији Грахова, Бањана, Опутних и Трепачких Рудина, те Вучјег дола, формирана је Вучедолска бригада од 4 батаљона и то; Граховски, Бањски, Опутно - Рудински и Рудинско - Трепачки. Првобитно за команданта бригаде био је постављен командир Милутин Николић. Команда бригаде била је у Грахову. Николић се на овој позицији задржао до 1909, пошто је унапријеђен у чин бригадира и постављен за вршиоца дужности Треће дивизије у оснивању, а уједно постављен и за команданта Никшићке бригаде, док је дотадашњи командант Никшићке бригаде, командир Ђуро Јововић, син чувеног јунака Новака Рамова Јововића, прекомандован за команданта Вучедолске бригаде. Међутим, Јововић се на тој функцији задржао свега 10 мјесеци, када је опет прекомандован за команданта Никшићке бригаде, јер је Трећа дивизија званично формирана и бригадир Милутин Николић је постављен на његово мјесто.Јововића је замјенио командир Марко Радовић из Мужевица у Бањанима, син чувеног бањског јунака Ђока Бањанина. Постављењем командира Марка Радовића за команданта бригаде команда бригаде прешла је у село Велимље.
Уредбом од 1908. године Црна Гора је подијељена на 4 дивизиска и 11 бригадних округа, 52 батаљонска и 322 четна подручја. Вучедолска бригада била је саставни дио Треће (Никшићке) дивизије под командом бригадира Милутина Николића. Осим четири батаљона пјешадије у својем саставу имала је и једну брдску батерију од 2 топа 76 мм, руског поријекла, четири митраљеске чете и коморски батаљон.

## Балкански ратови
Црна Гора је ступила у рат 1912. год, а учествовале су 4 дивизије: Цетињска, Подгоричка, Никшићка, Колашинска. Вучедолска бригада је била саставни дио Никшићке дивизије а бројила је 4 батаљона (Граховски, Бањски, Опутнорудински и Рудинско-Трепачки). Вучедолска бригада имала је 4 митраљеске чете, једну брдску батерију и пионирску чету. Командир Марко Радовић је био командант бригаде током Балканских ратова. Касније је прекомандован за команданта Друге дивизије, па је на његово мјесто дошао командир Ђоко Перовић.
Вучедолска бригада постројена је на Капином Пољу, Никшић, 23. септембра 1912. пред полазак на Скадар.Прва је заузела врх Велики Бардањолт, 28. октобра 1912, током опсаде Скадра. Пошто су се прикупиле на лијевој обали ријеке, Вучедолска и Никшићка бригада су 28. октобра у једној колони извршиле покрет ка В. Бардањолту и на читавом путу до Бардањолта нису наишле ни на какав отпор. Тек на самом врху, у рејону к. 274, два редифска батаљона, који су поседали овај положај, отворили су ватру на јединице Вучедолске бригаде. Ова бригада је, после краће борбе и с минималним губицима, успјела да потисне непријатеља и овлада Великим Бардањолтом. У Првом Балканском рату 1912., из Вучедолске бригаде погинуо је; 2 официра, 122 подофицира и војника, умрло је 33 подофицира и војника, а рањено 7 официра и 270 подофицира и војника.

## Други свјетски рат
Вучедолска војночетничка бригада била је војна јединица Југословенске војске у отаџбини. Формирана је наређењем пуковника Баја Станишића септембра 1943. у оквиру Никшићког корпуса под командом мајора Бошка Павића. Формирање бригаде извршено је са подручја четири општине Никшићког среза: граховске, бањске, вучедолске и рудинско трепачке. У Краљевини СХС те општине су представљале Велимски срез, до 1931. када су административно припале Никшићком срезу. Након погибије пуковника Баја Станишића и ђенерала Блажа Ђукановића у Горњем манастиру Острог, 21. октобра 1943, Вучедолска војночетничка бригада прикључила се Команди оперативних јединица источне БиХ, односно Требињском корпусу ЈВуО. Била је потчињена непосредно Врховној Команди, тачније Истакнутом дијелу Штаба Врховне Команде, а у оперативном погледу Команди оперативних јединица источне БиХ. Тек што је формирана Вучедолска војночетничка бригада имала је 350 бораца под оружјем, док је већ марта 1944. бројала 1035 бораца под оружјем.
Вучедолску војночетничку бригаду чинили су:
1. Граховски батаљон којим је командовао резервни потпоручник Никола Вујачић (1893—1945, Словенија)
2. Бањски батаљон којим је командовао резервни жандармеријски потпоручник Симо Ераковић (1893—1944), погинуо на планини Јеловици
3. Опутно - рудински батаљон којим је командовао резервни поручник и учитељ Василије Комненић (1910—1996, Cleveland), а потом резервни жандармеријски потпоручник Душан Алексић (1918—1944, Грахово),
4. Рудинско - трепачки батаљон којим је командовао резервни потпоручник Блажо Пешикан (1895 — ?), затим ваздухопловни потпоручник Радослав - Рако Лалић (умро од задобијених рана код Рисна 1944), потом рез. поручник Ђоко Гардашевић (? — 1944, Рудине) и потпоручник Раде Ковач (1909—1984, Chicago) .

Команда и Штаб Вучедолске војночетниче бригаде (Горски штаб 209):
Територија: Велимски срез
Командант среза: мајор Ђорђије Драганић (1895, Броћанац Вилушки - 1945, Броћанац Вилушки)
- Командант бригаде, мајор Ђорђије Драганић (од 1. септембра - 1. новембра 1943.), потом капетан Иван Јаничић[5]
- Замјеник команданта бригаде, капетан Стеван Мићовић (1909, Бањани - 1978, Либертивил, Чикаго),
- Ађутант команданта бригаде, потпоручник Петар Ковачевић,
- Обавјештајни официр бригаде, капетан Михаило Вујичић (909, Долови - 1981, Сан Матео (Калифорнија)),
- Начелник штаба бригаде, капетан Никола Миловић (1898, Бањани - 1945, Словенија), резервни поручник Василије Комненић, па капетан Иван Ковачевић.
- Интенданти бригаде, чиновник Раде Јаничић (1904, Броћанац Вилушки - 1945, Словенија) и учитељ Јосиф Мићовић (1900—1945, Кочевски рог, Словенија),
- Љекар бригаде, љекар др. Стеван Пејовић - Ераковић (1918, Бањани - 1945, Словенија), потом санитетски пом. 1. класе Јефто Перишић (1910—1944, Грахово),
- Благајник бригаде, Блажо Вучетић (1904, Граховац - 1944, Грахово).

- Штапска чета, командир потпоручник Гаврило Вујичић (1911, Долови - 1978, Енглеска),
- Бригадна комора, командир капетан Никола Миловић.[6].

Вучедолска бригада борила се против партизанског покрета, са посебним задатком да држи Грахово, које би као залеђе Боке Которске у случају савезничког искрцавања у Боки, играло врло важну улогу. Водила је тешке борбе са партизанским јединицама из састава Другог Ударног корпуса, 29. херцеговачке партизанске дивизије, а потом са партизанским јединицама из састава Приморске оперативне групе. Крах је доживјела на Грахову 1944. године. База бригаде је била у Вилусима, а од друге половине 1944. на Грахову које је представљало добро стратешко мјесто. У октобру 1944. команда на челу са Стеваном Мићовићем (Иван Јаничић је био рањен) је одлучила да се изврши пробој, јер су били опкољени од стране комуниста који су сужавали обруч. Пробој је почео 12. октобра 1944. године у 6 сати ујутру. У међувремену стигао им је ултиматум од стране партизана да се предају који је одлучно одбијен. Пробој је вршен ка Рисну и Јанковом врху. Најжешће борбе вођене су у ноћи 21/22. октобра 1944 године.. У борбама на Грахову и у пробоју велики број припадника Вучедолске војночетничке бригаде је изгубио живот. У пречнику од једног километра након жестоког окршаја од 24 сата борбе на Грахову је избројано 267 мртвих четника.. Преживјели дио Вучедолске бригаде се окупио у Рисну гдје се прикључио Иван Јаничић који је преузео команду. Из Рисна Вучедолска бригада се заједно са Бококоторском бригадом пребацује до Скадра, па преко Скадарског језера до Подгорице, гдје се прикључила црногорским јединицама под командом потпуковника Павла Ђуришића у одступању ка Босни. У варошици Рудо у јануару 1945. приликом преформирања црногорских четничких јединица у пукове и дивизије, Вучедолска војночетничка бригада званично је расформирана као територијална јединица и прикључила се 1. Пуку, 1. Дивизије. чији је командант постао капетан Иван Јаничић. Услиједио је покрет ка Словенији гдје је већина побијена у Кочевском рогу и на Зиданом мосту, а мали дио је успио да емигрира или да се врати у Црну Гору.
Браћо, живи у руке комунистима не смијемо пасти. Знате им ћуд, знате колико су нам људи на вјеру убили. Овдје нам нестаје хране и муниције. Ужасно је вријеме. Донијели смо одлуку о повлачењу. Но, браћо, ако неко вјерује да ће му комунисти опростити живот, нека остаје на своју одговорност, а ја им не вјерујем.— Стеван Мићовић поводом партизанског ултиматума

## Споменици и знамења
Вучедолској војночетничкој бригади ЈВуО подигнут је споменик на планини Сомини у порти манастира Св. Преображења Господњег (метох манастира Косијерево). Освјештан је 19. августа 2010. године.
У порти древног манастира Косијерево припадницима Вучедолске војночетничке ЈВуО, изгинулим у борбама за Грахово октобра 1944, подигнута је капела Св. Апостола Луке у чијој крипти се чува око 100 посмртних остатака Вучедолских четника, што је мање од половине изгинулих и убијених у борби 21./22. октобра 1944. године. Њихово вађење из некадашњих ровова у Грахову у које су били потрпани, организовано је 1994. године. Остатак је за сада немогуће ексхумирати.